# ISIA
International Ski Instructors Association (ISIA, Internationella Skidlärarföreningen) är en internationell organisation för yrkesarbetande skidlärare. Man verkar för erfarenhetsutbyte inom ”skidteknik, metodik, undervisning och säkerhet, syftande till högsta möjliga professionella standard”. Föreningens ordförande är schweizaren Riet Campbell.
ISIA:s varumärke får användas av föreningar, medlemsskidskolor och examinerade skidlärare.
ISIA grundades år 1970 och har 39 medlemsnationer, där Sverige representeras av Svenska Skidlärarföreningen.